# Stadtbibliothek Wil
Die Stadtbibliothek Wil ist die öffentliche Bibliothek der Stadt Wil. Sie befindet sich seit 2010 im Hof zu Wil.

## Geschichte
Die Bibliothek wurde 1982 gegründet. 2010 zog sie in den Hof zu Wil um.

## Statistik
2016 hatte die Bibliothek 3'400 regelmässige Benutzer, von denen etwa 65 % aus der Gemeinde Wil stammten. Bei der Gründung der Bibliothek gab es einen Bestand von 7'500 Büchern, 2019 waren es etwa 30'400 Medien. 2021 sankt die Zahl der eingeschriebenen Benutzer auf 2'800, gleichzeitig stieg die Ausleihe auf 112'000 Medien.

## Unterbringung und Personal
Die Bibliothek befand sich ab der Gründung in einer ehemaligen Wohnung über der damaligen Altstadtpost. Seit Februar 2010 befindet sie sich im ehemaligen Brauhaus des Hof zu Wil und verteilt sich über vier Stockwerke. Die Bibliothek beschäftigt (Stand 2019) sieben Angestellte.